# 조태열
조태열(趙兌烈, 1955년 11월 10일~)은 대한민국의 외교관이며, 제41대 외교부 장관이다.

## 학력
- 1979년 - 서울대학교 법과대학 법학 학사
- 1983년 - 옥스퍼드 대학교 대학원 석사

## 생애
본관은 한양(漢陽)이다. 서울대학교 법과대학을 졸업하고 외무고시 13회에 합격하여 1979년 외교관 생활을 시작했다. 외교통상부 통상2과장과 주미 경제참사관, 통상정책기획심의관, 지역통상국장, 주 제네바대표부 차석대사, 통상교섭조정관(차관보급) 등을 지냈다. 2005년부터 2007년까지 한국인으로서는 최초로 세계무역기구(WTO) 분쟁패널 의장을 역임했다.
박근혜 정부에서 2013년부터 2016년까지 외교부 2차관으로 재직했으며, 재직 당시 2015년 한·일 일본군 위안부 협상 타결이 이뤄졌다. 2016년 10월 주 유엔 대한민국 대표부 대사에 임명되어 2019년까지 재직했다.
2023년 12월 19일 윤석열 대통령에 의해 외교부 장관으로 지명되었다.
2024년 1월, 외교부 장관에 취임하였다. 취임 이래 조 장관은 지속적으로 대한민국의 G7 가입 의지를 강조하였다.
“멀지 않은 장래에 우리나라의 G7 플러스 가입 가능성을 염두에 두고 글로벌 중추국가 비전 실현에 가시적 성과를 축적해 갈 것이다."
"우리나라는 이미 국제사회에서 명실공히 선진국으로 인식되고 있고 그에 걸맞은 역할과 기여를 요구받고 있다. 우리 외교정책 하나하나가 자유민주주의와 시장경제의 모범국들인 G7 수준에 부합하는지, 국제 안보와 평화의 수호자이자 대변인인 유엔 안전보장이사회 이사국 수준에 맞는지 점검해 나가겠다."— 외교부 장관 취임사 (2024년 1월 12일)

2024년 10월, 조 장관은 제6차 한미 외교·국방(2+2) 장관회의에서 변화하는 국제정세에 맞추어 G7을 확대·현대화할 필요성과 국제 평화와 번영을 위해 보다 큰 역할을 해나가고자 하는 한국의 의지를 강조하였고, 이에 미국측도 한국의 G7 참여 필요성에 공감을 표하였다.
조 장관은 2024년 11월 이탈리아에서 열린 G7 외교장관회의에도 참석하였다. 2024년 11월 24일 조선인 강제 노동 사실 없이 사도 금광이 세계유산에 등재되면서 비판을 받았다.

## 경력
- 1979년 05월 - 제13회 외무고시 합격
- 1979년 07월 - 외무부 입부
- 1984년 07월 - 주태국 대사관 2등 서기관
- 1990년 01월 - 주미 대사관 1등 서기관
- 1992년 11월 - 주사우디아라비아 대사관 참사관
- 1994년 02월 - 외교통상부 장관실 보좌관
- 1995년 02월 - 외교통상부 통상2과 과장
- 1996년 06월 - 주제네바 대표부 참사관
- 2000년 01월 - 주미 대사관 참사관
- 2002년 07월 - 외교통상부 통상정책기획담당심의관
- 2003년 04월 - 외교통상부 지역통상국장
- 2005년 01월 - 주제네바 대표부 차석대사
- 2005년 06월 - 세계무역기구(WTO) 분쟁 패널 의장 및 정부조달위원회 위원장
- 2007년 01월 - 외교통상부 통상교섭조정관
- 2008년 05월 - 주스페인 대사
- 2011년 06월 - 외교통상부 개발협력대사, 유엔개발협력포럼 자문위원
- 2012년 04월 - 경기도 국제관계대사
- 2013년 03월 - 외교부 제2차관
- 2016년 11월 - 주유엔 대표부 대사
- 2017년 01월 - 제11대 유엔 평화구축위원회 의장
- 2019년 01월 - 유엔개발계획·유엔인구기금·유엔프로젝트조달기구 집행이사회 의장
- 서울평화상문화재단 서울평화상심사위원회 위원
- 2024년 01월 - 외교부 장관
- 2024년 01월 - 대통령 직속 국가지식재산위원회 당연직 위원

## 가족
- 할아버지 조헌영(趙憲泳, 1901년 1월 8일~1988년 5월 23일): 제헌, 제2대 국회의원
  - 아버지 조지훈(趙芝薰, 1920년 12월 3일~1968년 5월 17일): 시인
  - 어머니 김난희(金蘭姬)
    - 형 조광렬(趙光烈): 수필가
    - 형 조학렬(趙學烈)
    - 아내 김혜경(金惠卿)
      - 딸 조은정(버지니아 대학교 출신)
      - 아들 조상균(존스홉킨스 대학교 출신, 대한민국 육군 병장 군필 전역, 미국 스탠퍼드 대학교 대학원)

## 수상
- 2008년 - 홍조근정훈장
- 2012년 - 스페인 국민훈장 대십자장